# Corrib (fiume)
Il Corrib è un brevissimo fiume irlandese, con appena 6 km di tragitto, ma dalla portata assai considerevole. Emissario del Lough Corrib, dopo un brevissimo tratto rurale entra immediatamente nella città di Galway attraversandola, per poi sfociare nella baia di Galway.